# Rhonda Thorne
Pour les articles homonymes, voir Thorne.
Rhonda Thorne (née le 6 février 1958, à Toowoomba, Queensland) (connue également sous le nom de Rhonda Clayton et Rhonda Shapland) est une joueuse de squash australienne. Elle est l'une des meilleures joueuses de la fin des années 1970 au début des années 1980. Elle devient championne du monde en 1981.

## Biographie
Née Rhonda Shapland, elle se marie à Ross Thorne, joueur professionnel de squash en 1978 et change son nom en Rhonda Thorne.
En finale des championnats du monde 1981 à Toronto, elle bat la joueuse australienne Vicki Cardwell 8-10, 9-4, 9-5, 7-9, 9-7 pour devenir championne du monde. Rhonda Thorne et Vicki Cardwell atteignent à nouveau la finale du championnat du monde en 1983 se déroulant à Perth, avec Vicki Cardwell prenant sa revanche 9-1, 9-3, 9-4. La finale 1981 demeure le le plus long match féminin, rencontre qui dure 2 h 7.
Rhonda Thorne fut au sommet de son sport au début des années 1980, et devint no 1 mondiale  en 1981 et 1982. Elle fut top 10 de 1979 à 1984.
Rhonda Thorne représente l'Australie en équipe nationale pendant sept années de 1977 à 1984. Elle est capitaine de l'équipe d'Australie de 1981 à 1983, période pendant laquelle l'Australie gagne deux titres de championne du monde par équipes.
En tant que junior, Rhonda Thorne remporte quatre éditions de l'Open d'Australie junior en 1972, 1974, 1975 et 1976.
Elle se retire du circuit international en 1985. Elle a ensuite été intronisée au Squash Australia Hall of Fame. Elle est également distinguée par la médaille australienne des Sports en 2000.

## Palmarès

### Titres
- Championnats du monde de squash: 1981
- Australian Open: 1981
- Scottish Open : 1979
- Championnats du monde par équipes : 2 titres (1981,1983)

### Finales
- Championnats du monde de squash: 1983
- Australian Open : 1983